# Коромыслов, Арсений Сергеевич
Арсений Сергеевич Коромыслов (род. 3 ноября 2003, Москва) — российский хоккеист, защитник клуба «Трактор». Мастер спорта России (2021).

## Биография
Начинал играть в московских клубах «Белые Медведи» и «Русь». С сезона 2019/20 — в системе СКА. В связи с тем, что часть игроков основного состава СКА была отправлена на карантин из-за подозрения на COVID-19, 23 сентября 2020 года провёл единственный матч в сезоне КХЛ — против «Сибири» (1:4), став в возрасте 16 лет и 325 дней самым молодым игроком клуба в КХЛ. 15 июля 2024 года был отдан в аренду в «Ладу», 21 ноября вернулся в СКА.
Серебряный призёр юниорского чемпионата мира 2021.
Обладатель Кубка Харламова 2021/22 в составе «СКА-1946».